# 神白散
神白散，中藥方劑名，為治療痔瘡之藥方，屬於外用而非內服藥。

## 方劑組成
半夏、龍腦

## 藥方簡釋
半夏有去濕、消腫的作用；而龍腦則有通竅、散熱的作用。故用來治療痔瘡。

## 用法
本方劑為外用藥。先取半夏一枚，將之研磨成細粉，再攙入少許冰片，充分混合。使用時放在手掌上以唾液調成糊狀，塗在紙上，貼於患處。痔瘡若化成水流出即為痊瘉，如未癒，則反覆再貼。

## 出處
《聖劑總錄》〈卷141〉

## 外部連結
1. ↑  中國哲學書電子計畫：本草綱目
2. ↑  中國哲學書電子計畫：聖濟總錄